# The Shipper
The Shipper （タイ語: The Shipper – จิ้นนายกลายเป็นฉัน、ザ・シッパー）は、カナパン・プイトラクーン（ファースト）、スリーヤレート・ヤカレー（プリッキン）、プーシット・ディタピシット (フルーク)、パワット・チットサワンディ（オーム）、カンヤラット・ルングルーン（ピプローイ） 、ベンヤーパー・ジーンプラソーム（ヴィウ）らが主演する2020タイのテレビドラマ。  Aticha Tanthanawigrai監督し、GMMTVがパーブディー・タウィースックとともに制作した  。 
このドラマは、GMMTVが2019年10月15日に開催した「New＆Next」イベントで紹介した2020年の12のテレビシリーズの1つである 。2020年5月22日から2020年8月7日にかけてGMM 25とLINE TVで初放送され、それぞれ金曜日の21:30 ICTと23:00 ICTで放映された 。 

## あらすじ
高校生のパン（スリーヤレート・ヤカレー）は、頭脳明晰な先輩のキム（カナパン・プイトラクーン）と喧嘩の強い先輩のウェイ（プーシット・ディタピシット）を妄想の中でカップリングさせ2人の関係を応援しており、友達で同じくKim×Wayのシッパー(カプオタ)でもあるソーダ（カンヤラット・ルングルーン）と一緒に、2人のやおい小説を書いていた。しかしその小説がキムとウェイの2人と対立する不良少年たちに見つかり、彼らが2人を同性愛者であるとからかったことから喧嘩に発展してしまう。ウェイはすでに前科があり保護観察中であったため、この喧嘩をきっかけに退学処分となる。ウェイの彼女のピンピン（ベンヤーパー・ジーンプラソーム）は、Kim×Wayのやおい小説が喧嘩の原因であったと知ると、友人たちにその作者を見つけ、連れてくるように命令する。   
罪悪感に苛まれたパンはやおい小説のことをキムに告白するが、優しいキムは何も言わず彼女を家までバイクで送ってくれた。しかしその途中でパンとキムは事故に遭い、死の天使であるヨマトゥート（ワッチャラ・スクチュム）に出会う。死の天使は彼らをあの世に導くために現れたのだが、実は2人まだ死んでいなかった。自分が失態を犯したことを知ったヨマトゥートは、彼らを人間の世界に送り返したが、その過程で誤って彼らの体を入れ替えてしまう。パン（カナパン・プイトラクーン）は病院で目を覚ますが、その体はキムの体で、本物のキムは彼女の本当の体の中で意識不明の状態となっていた。 
2人の体を元に戻す方法が分からないヨマトゥートは、パンにその方法を見つけることを約束する。ただし見つかるまでの間、パンはキムのふりをし、誰にもばれないようにしなければならないという。一方で、キムとの体の入れ替えはパンにとってパンとソーダのKim×Wayカップルを現実のものにするチャンスでもあった。 

## キャストとキャラクター

### 主演
Kimhan Dhamrong-rattanaroj (キム)／キムの体のパン役：カナパン・プイトラクーン（ファースト）
キム：学校を代表して学術コンテストに出場する知的な模範生。ケートの兄であり、ウェイの親友。やおい作家のパンとソーダによってウェイとカップリングされている。パンと一緒にバイク事故に遭い、辺獄で死の天使ヨマトゥートに出会う。
パン（キムの体）：事故の後、パンはキムの体で人間界に戻る。これを利用してKim×Wayカップルを実現させようと目論むが、中身がキムではないことを周囲に知られないようにしなくてはならず苦心する。
Panithita（パン）／パンの体のキム役：スリーヤレート・ヤカレー（プリッキン）
パン：ソーダと一緒に、先輩のKim×Wayをカップリングさせて楽しんでいるやおい作家。ケートの親友で、ソーダの相棒。実はパンはウェイのことが好きだが、ウェイには自分とではなくキムと一緒にいてほしいと思っている。キムと一緒にバイク事故に遭った後、辺獄で死の天使ヨマトゥートに出会う。人間界に戻ったパンは、ヨマトゥートの手違いで、キムの体に入る。
キム（パンの体）：事故の後、意識を失ったまま目覚めない。ソーダ、ケート、パンの家族はパンがまだ昏睡状態にあると信じており、キムと体が入れ替わっていることを知らない。
Watit Wongwannakij (ウェイ)役：プーシット・ディタピシット (フルーク)
キムの親友でありピンピンの彼氏。喧嘩に強く、元ギャングのメンバーでもある。問題児として各学校のブラックリストに入っており、今の学校を追い出されたら最後、行ける学校がなくなってしまう。後輩のパンとソーダによってキムとカップリングされている。
Khemachat Dhamrong-rattanaroj (ケート)役：パワット・チットサワンディ（オーム）
パンの親友で、キムの弟だが兄とは上手くいっていなかった。美容師になるため、頻繁に授業をサボっては、誰にも内緒でヘアサロンでアルバイトをしている。パンがKim×Wayのやおい小説を書くのを邪魔し続けているが、実はパンに片思い中。
Sarocha（ソーダ）役：カンヤラット・ルングルーン（ピプローイ）
パンの相棒で、先輩のキムとウェイをカップリングさせて楽しんでいるやおい作家。パンとケートの同級生。
Phingphing 役：ベンヤーパー・ジーンプラソーム（ヴィウ）
パン、ケート、ソーダのクラスメイトで、ウェイの彼女。キムが退学処分になった原因であるKim×Wayカップル小説の存在を知ると、その作家を見つ出してこらしめることを誓う。

### 脇役
ヨマトゥート（死の天使）役：ワッチャラ・スクチュム（ジェニー・パナン）
死んだばかりの魂をあの世に導く死の天使。キムとパンの事故後、2人が死んだと勘違いして魂を迎えに行くが、実はまだ死んでおらず自分の過失に気付く。2人を人間界に送り返すものの、その過程で誤って魂を入れ替えてしまう。
アンカナ先生役：Warinda Damrongphon (Dada)
キムとウェイのクラスの顧問で数学の先生。キムの秘密の恋人。学校では生徒を厳しく指導するが、キムとデートするときには子供っぽくかわいらしい性格になってしまう。
ソムザ役：Chinnaphat Charat-uraisin
ピンピングループのメンバーの一人。ピンピンより自分の方がウェイとお似合いだと思っている。
ナン役：Waratchaya Ophat-sirirat
ピンピングループのメンバーの一人。ピンピンやソムザより自分こそがウェイとお似合いだと思っている。
Pongpol（オフ）役：Photpolaphon Thepsukdi
パンとソーダの書いたKim×Wayやおい小説を見つけ、ライバルであるキムとウェイを同性愛者であるとからかった不良。
Pipe役：Wirawit Charoensupphasutthirat
オフの取り巻きの一人
X役：Phiradon Si-osot
オフの取り巻きの一人

## エピソード
| #  | タイトル | 放送日        |
| -- | --- | ------------- |
| 1  | ノアの箱舟 | 2020年5月22日 |
| 1  | 高校生やおい作家のパンとソーダが書いたキムとウェイのやおい小説が原因でウェイは退学に追い込まれてしまう。パンは自責の念に駆られて小説の作者であることを明かしキムに謝罪するが、心優しいキムは何も言わず彼女を家まで送ってくれると申し出た。しかしその途中でパンとキムは事故に遭ってしまう。病院で目を覚ましたパンは衝撃の事実を知る。                                                   |               |
| 2  | Kimになる | 2020年5月29日 |
| 2  | パンは自分がキムの体の中におり、死の天使ヨマトゥートが誤ってパンとキムの体を入れ替えてしまったことを知る。ヨマトゥートは、もしパンがキムのふりをしなければ、パンを殺さなければならないと警告する。パンはキムになりすまして頑張ろうとするが、自分がキムについて何も知らなかったことに気付く。一方でキムの弟であるケートは、キムの奇妙な行動に目を光らせていた。                         |               |
| 3  | 男の世界 | 2020年6月5日  |
| 3  | ヨマトゥートは、パンとキムの体を元に戻す方法を探すためミラノへと旅立った。パンが居ないことで一人ぼっちになったソーダは、ウェイの彼女ピンピンから仲間に入らないかと誘われる。一方でパンはキムの体の中で生活するうちに、これまで男に対して持っていた自分の固定観念が次第に崩れていくのを実感する。さらにウェイとの夕食の後、キムとアンカナ先生との驚きの関係を知る。                     |               |
| 4  | 予期せぬ人 | 2020年6月12日 |
| 4  | パンはアンカナ先生とのデートを決行するが、普段は厳格で怖い先生が、キムの前では子どものように甘えることに驚きを隠せない。アンカナはパンにキムから以前プレゼントされたUSBを失くしたこと、そしてそれには試験問題が入っており失くしたことが知れたらクビになるかもしれないと助けを求める。パンはUSBを探す過程で、ケートとキムそれぞれについてこれまで知らなかった側面を知ることになる。     |               |
| 5  | フレンドシッパー | 2020年6月19日 |
| 5  | パンはキムの部屋でアンカナが過去に失くしたUSBを大量に見つける。キムは自分たちが思っていたような素晴らしい人ではなかったのかもしれないと気付くと、自分が物事を正さなければと決意する。パンはキムとアンカナ先生との関係を絶ち、ウェイから距離を置こうとする。またソーダは自分たちの執筆プラットフォームから、Kim×Wayの小説が勝手に削除されていくのを目撃する。                           |               |
| 6  | 恋の四角関係 | 2020年6月26日 |
| 6  | パンがまだ自分の体に戻れないせいで、事態は大きく狂い始めていた。ソーダはキムが自分のことを好きだと勘違いし、キム×ソーダの妄想小説を書き始める。さらにケートはキムの行動の中にパンの面影を感じるようになり、自分が実の兄に対して恋心を抱いているのではないかと心配しはじめる。 |               |
| 7  | 当事者の傍観者 | 2020年7月3日  |
| 7  | パンが誤ってソーダ(と盗み聞きをしていたケート)に真実を話してしまい、ヨマトゥートは激怒しパンを殺そうとする。しかしそれは冗談で、パンは引き続き誰にもばれないように生活するようにヨマトゥートにお願いされる。その後パンとソーダは元に戻る方法を模索し始める。他方でウェイはピンピンと別れた理由をケートに漏らすのだった。                                                               |               |
| 8  | もし2人が馬に乗ったら… | 2020年7月10日 |
| 8  | 偶然にもパンはキムとの体の入れ替えに成功し元に戻ることができたが、キムは元の体に戻っても昏睡状態のまま起きる気配がない。ケートはキムの状況についてパンに説明を要求するが、パンは真実を話すのをためらう。一方で嫉妬に燃えるピンピンは、キムを排除するためにオフとその子分たちに協力を仰ぐが、代わりにウェイを危険にさらしてしまう。パンはウェイを救うため、危険な計画を立てるのだった。 |               |
| 9  | …どちらかが後ろに乗らなければならない | 2020年7月17日 |
| 9  | パンはケートとウェイがオフ一味と戦うの助けるためにキムの体に戻ったが、再度自分の体に戻ろうとしても戻れないことを知る。仕方なくパンはまたキムとしての生活に戻るが、ケートがパンに自分の思いを告げることをためらっている一方で、ウェイはパンの魂が入ったキムを遊びに誘い、そこで思いを告白するのだった。                                                                                 |               |
| 10 | 全ての理論 | 2020年7月24日 |
| 10 | ウェイの告白を聞いたパンは、キムが本当に好きなのは、キムの中にいる自分ではなく本物のキムなのだということに気が付く。ケートの心配をよそに、パンはキムに代わってウェイの告白を断ろうとするが、その過程でこれまで知らなかったキムの姿や、ウェイやケートとの過去を知る。 |               |
| 11 | 喪失と発見 | 2020年7月31日 |
| 11 | 突然、意識のないパンの体が危篤状態に陥った。医師たちが懸命に延命させようとする中、ヨマトゥートが現れてキムの魂の本当の居場所が明かされる。ヨマトゥートはパンに自分の体に戻るか、キムとして生きるか、究極の選択を突き付ける。そしてパンが選んだ道とは…。 |               |
| 12 | シップとシッパー | 2020年8月7日  |
| 12 | パンはついにウェイに正体を明かし、キムの体に別れを告げる機会を与える。その後パンはヨマトゥートから自分の体に戻る方法を聞く。パンはその方法を実行するためにはケートの協力が必要だと気付くが、パンの体に残された時間は少なく一刻を争うのだった。 |               |

## 挿入歌
| タイトル        | ローマ字タイトル            | アーティスト               | Ref.  |
| --------------- | --------------------------- | -------------------------- | ----- |
| แคร์ไกลไกล       | Kae Glai Glai               | La-Ong-Fong                | [ 7 ] |
| ฉันเป็นของเธอทุกวัน | Chan Pen Khong Thoe Thukwan | Arun Asawasuebsakul (Ford) | [ 8 ] |

## 評価

### タイでのテレビの評価
- 下の表では青文字が最低の評価を表し、赤文字が最高の評価を表します。

| エピソード No. | 放送時間 （UTC + 07：00） | 放送日        | 平均視聴率 | Ref.  |
| -------------- | ------------------------- | ------------- | ---------- | ----- |
| 1              | 金曜日の午後9時30分       | 2020年5月22日 | 0.170％    | [ 9 ] |
| 2              | 2020年5月29日             | 0.123%        | [ 10 ]     |       |
| 3              | 2020年6月5日              | 0.148％       | [ 11 ]     |       |
| 4              | 2020年6月12日             | 0.265%        | [ 12 ]     |       |
| 5              | 2020年6月19日             | 0.151％       | [ 13 ]     |       |
| 6              | 2020年6月26日             | 0.150％       | [ 14 ]     |       |
| 7              | 2020年7月3日              | 不明          |            |       |
| 8              | 2020年7月10日             | 不明          |            |       |
| 9              | 2020年7月17日             | 不明          |            |       |
| 10             | 2020年7月24日             | 不明          |            |       |
| 11             | 2020年7月31日             | 不明          |            |       |
| 12             | 2020年8月7日              | 不明          |            |       |
| 平均           | 平均                      | 平均          | ‐ 1        | ‐ 1   |

^1 一部の評価が不明のため、正確な平均評価も不明。

## 日本での展開
- CS衛星劇場にて、2021年3月15日 23:00より、毎週月曜日の23:00と日曜日の5:00に週2話放送される。[15]